# Giuseppe Diotti
Giuseppe Diotti (1 de marzo de 1779 – 30 de enero de 1846) fue un pintor italiano de corte neoclásico.

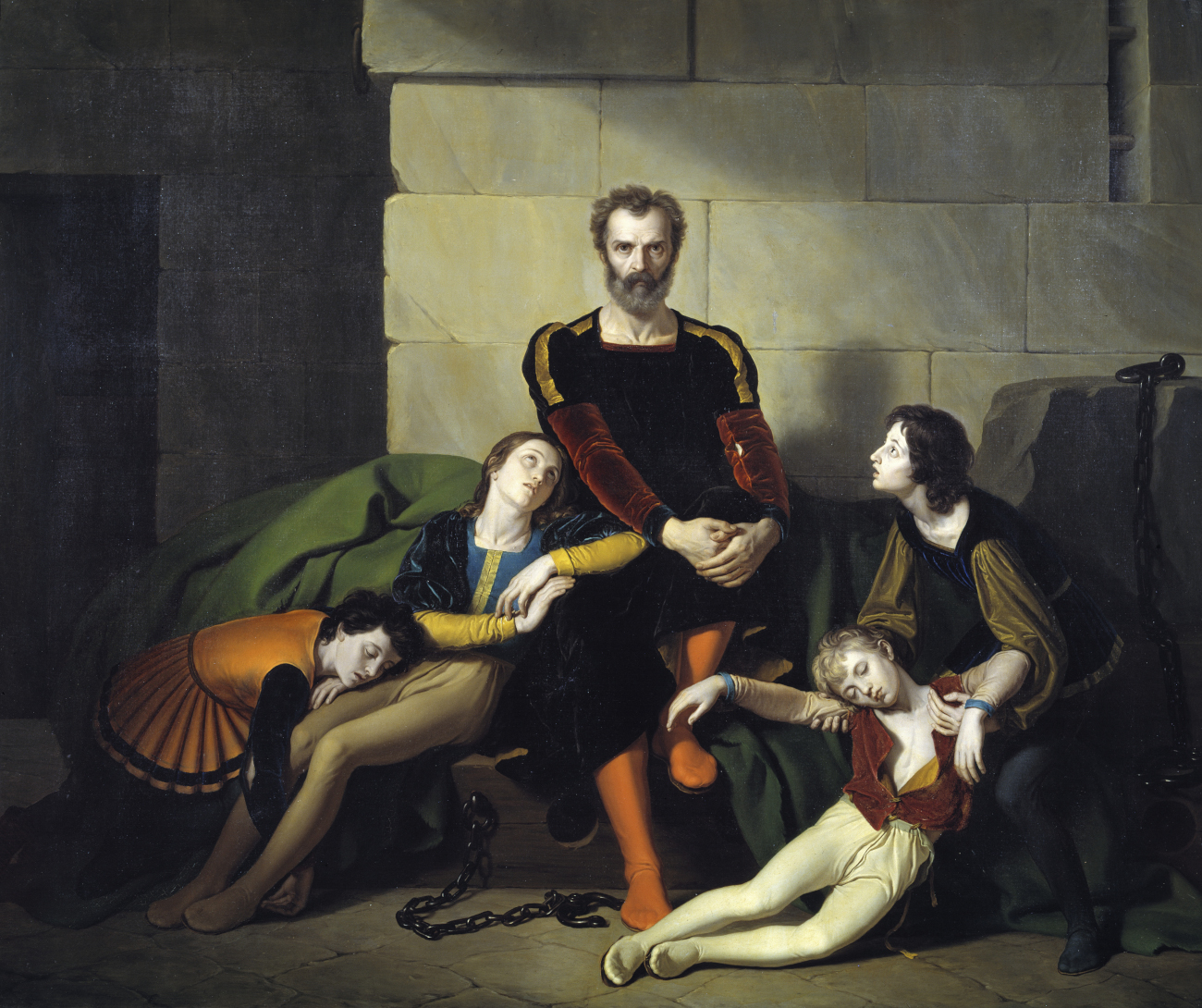
Ugolino y sus hijos (1820)

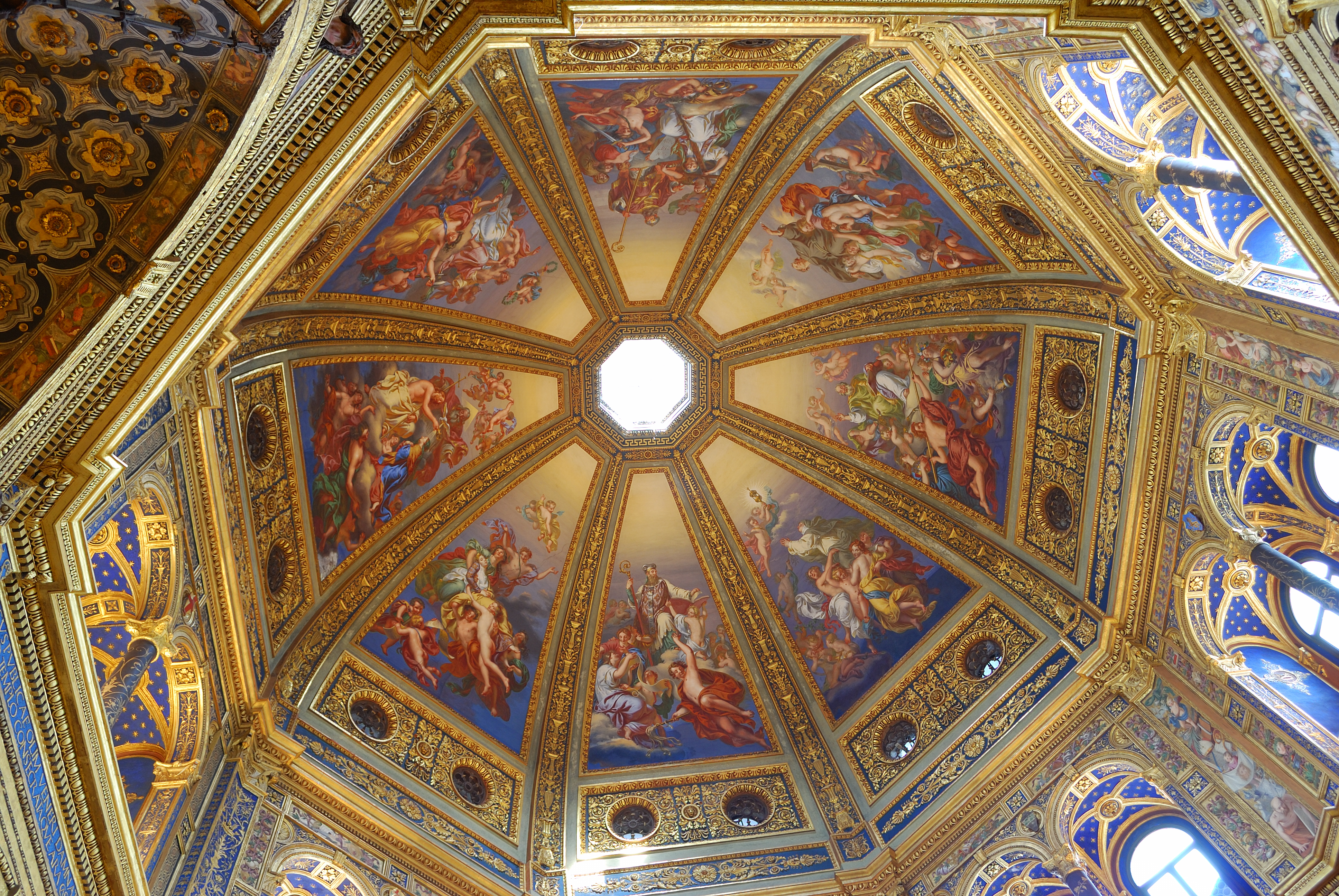
Cúpula con frescos en el Templo Civico della Beata Vergine Incoronata en Lodi

## Biografía
Francesco Giuseppe Antonio Diotti nació en Casalmaggiore en 1779. Inicialmente fue aprendiz en su ciudad natal bajo las enseñanzas de Paolo Araldi. Cuando adolescente, hasta 1796, asistió a la Academia de Parma y fue allí instruido por Carlo Calami. Después de un par de años en Casalmaggiore, obtuvo una ayuda para viajar a Roma, donde fue influenciado por el academicismo de Gaspare Landi y Vincenzo Camuccini. Pintó tanto al fresco como al óleo, distinguiéndose por su temática histórica. 
De 1806 a 1809, pintó, entre otros temas, la Espera en Egipto, una Deposición, un Moisés con las tablas, una Adoración de los pastores y Moisés y la serpiente de bronce. Después regresó a Milán, y a través de su amistad con Andrea Appiani, se convirtió en profesor de la Accademia Carrara de Bérgamo. Recibió muchos honores; entre otros, fue miembro de la academia de Milán (Brera) en 1815, del Ateneo en Bérgamo, en 1819; del Ateneo en Brescia, en 1829; de la Academia de Bolonia, en 1837, y de la Academia de San Lucas de Roma en 1844. 
Murió en 1846 en Casalmaggiore. Su antiguo palacete y estudio es ahora el Museo Diotti.

## Obras

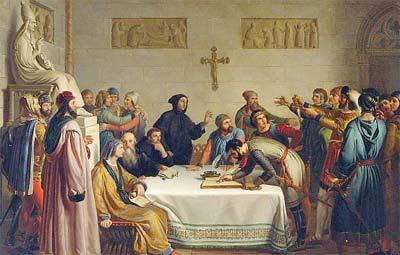
Juramento de Pontida

En el Belvedere de Viena existe una imagen que representa El beso de Judas (1840), y en la pinacoteca de Brera hay una representación del Congreso o Juramento de Pontida. Otras obras son un Leonardo da Vinci y Ludovico Sforza y Tobias la recuperación de su vista. Su autorretrato, fechado en 1821, se encuentra en la Galería Uffizi. También decoró, junto con Luigi Sabatelli, los frescos del Palazzo Bolzesi de Cremona en 1818; el Baño de Venus en el Palacio de Locatelli en Bérgamo; y cuatro frescos de la capilla Colleoni en la Catedral de Cremona.
Entre sus alumnos se encuentran Giovanni Carnovali y Enrico Scuri, y fue mentor y colaborador de Pietro Ronzoni.

### Otras obras
- Moisés con las tablas de la ley (incierta, post 1808)
- Moisés y la serpiente de bronce (1809)
- La adoración de los pastores (1809)
- Rebeca (1810)
- San Pedro predicando (1812)
- El baño de Venus (1819)
- Autorretrato, (1821)
- La decapitación de San Juan Bautista (1824)
- Retrato del matemático Lorenzo Mascheroni (1826)
- El conde Ugolino en el acto de morderse las manos (1826)
- Isaac bendice a Jacob (1835)
- San Pedro penitente (1839)
- El beso de Judas (1840)
- Antígona condenada a muerte por Creonte (1845)

## Galería

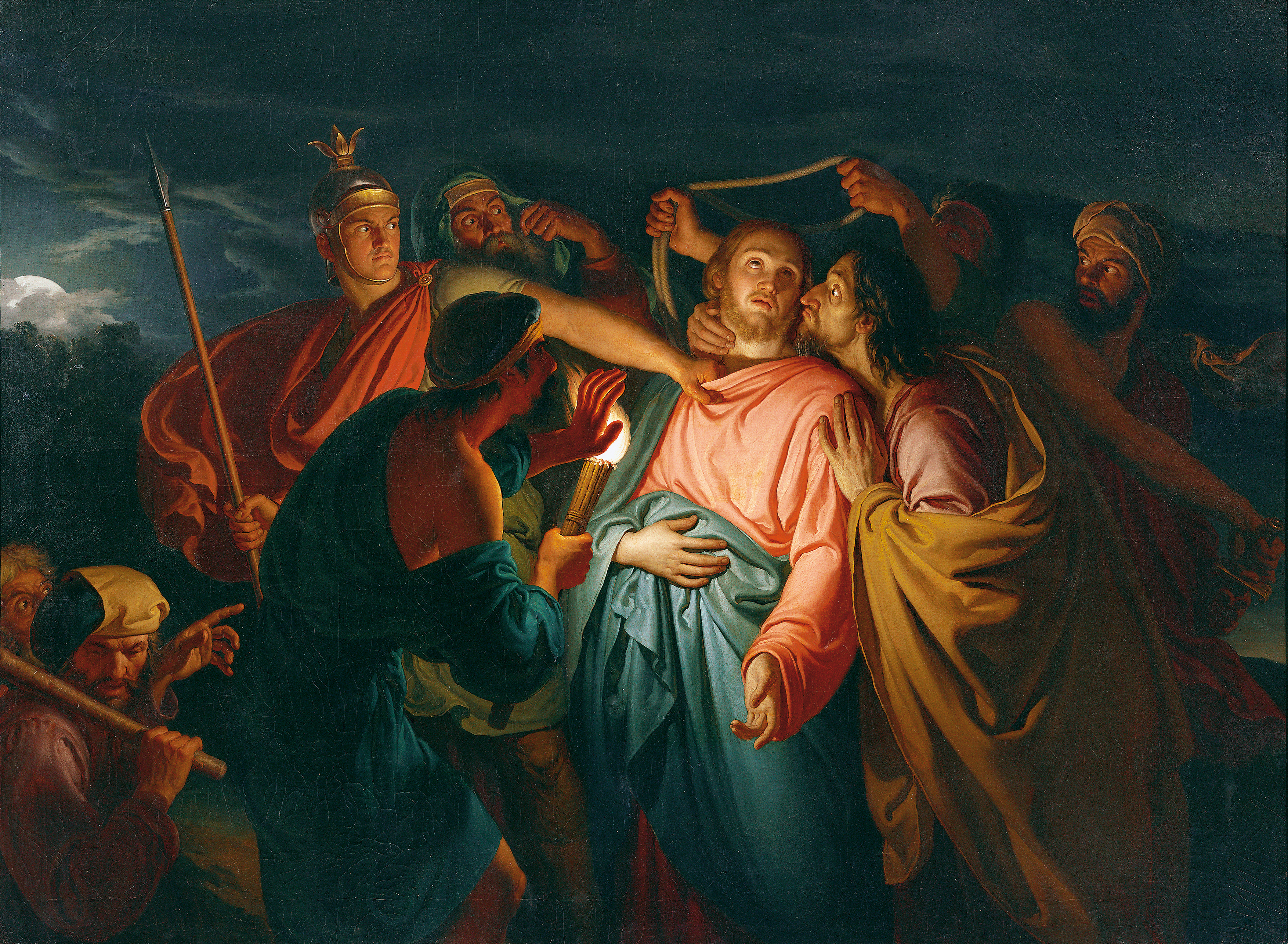
El beso de Judas, óleo sobre tabla (1840). Belvedere de Viena.
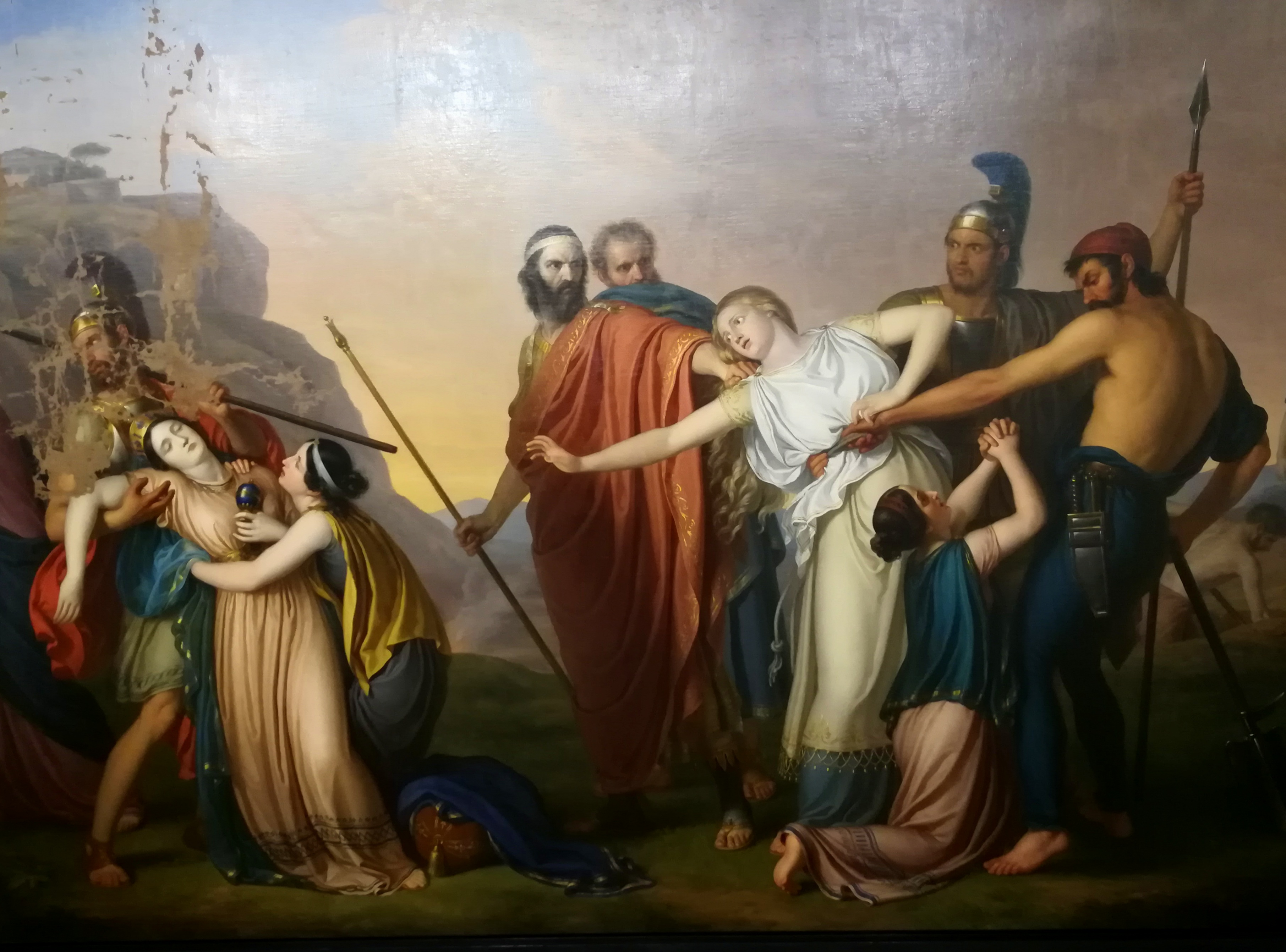
Antígona condenada a muerte por Creonte, óleo sobre tabla (1845).